# شهرستان اوست-کالمانسکی
شهرستان اوست-کالمانسکی (به لاتین: Ust-Kalmansky District) یک منطقهٔ مسکونی در روسیه است که در سرزمین آلتای واقع شده‌است.